# 科尼艾蘭 (密蘇里州)
科尼艾蘭（英語：Coney Island）是位於美國密蘇里州斯通縣的村。

## 人口
根據2020年美國人口普查的數據，科尼艾蘭的面積為0.17平方千米，皆為陸地。當地共有人口47人，而人口密度為每平方千米276人。